# Leffe (cerveza)
Leffe es una marca de cerveza belga de la ciudad de Dinant, creada en 1240 por los cánones de la Orden de Canónigos Premonstratenses de la Abadía de Nuestra Señora de Leffe y producida por la cervecería Artois en Lovaina (grupo cervecero AB InBev). Hay varias cervezas en la gama, y se comercializan como cervezas de abadía. Se elaboran en grandes cantidades y se distribuyen ampliamente.

## Historia
La Abadía de Nuestra Señora de Leffe fue fundada en 1152 en la confluencia del río Leffe y el río Mosa, en la provincia de Namur, en el sur de Bélgica. Al igual que muchos monasterios en toda Europa, los cánones premonstratenses (norbertinos) de la abadía elaboraron cerveza, comenzando en 1240. Utilizando el conocimiento pasado de generación en generación e ingredientes que se encuentran en la naturaleza cerca de la abadía, los cánones desarrollaron una cerveza única con un sabor sutil y alto contenido de alcohol, elaborada sólo en la abadía.

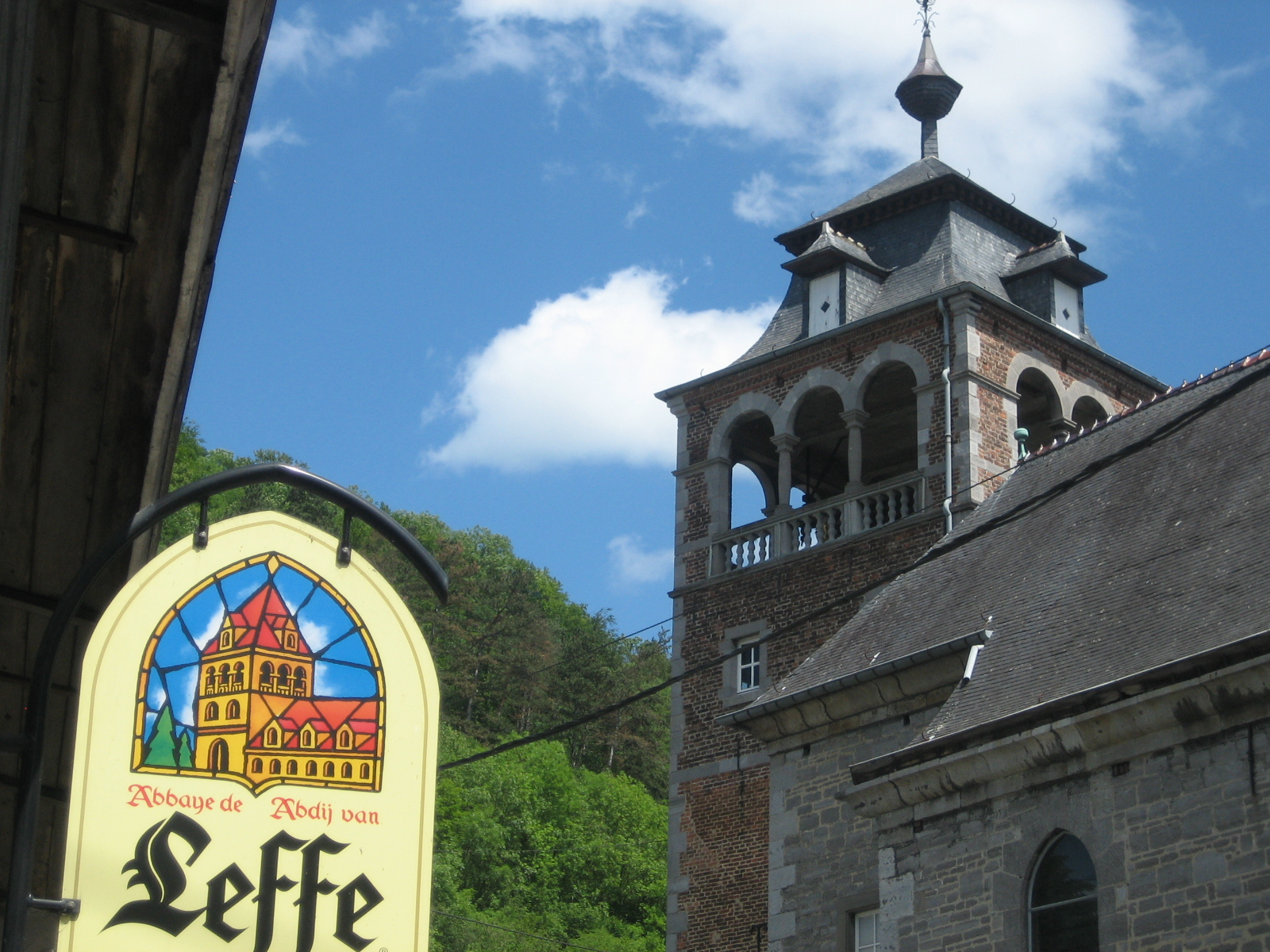
Cervecería Leffe junto a la Abadía de Nuestra Señora de Leffe en Dinant, Bélgica.

La abadía ha sido dañada por circunstancias naturales y humanas a lo largo de los años: fue destruida por una inundación en 1460, un incendio barrió el asentamiento en 1466, las tropas en fila dañaron la cervecería en 1735 y el estallido de la Revolución Francesa en 1794 resultó en ser abandonado y la cervecería destruida. Los canónigos regresaron en 1902.
En 1952, la producción de cerveza continuó después de una asociación con la fábrica de cerveza Lootvoet en Overijse. Esta cervecería fue comprada más tarde por la compañía internacional de cerveza Interbrew (ahora AB InBev). Leffe fue elaborada en Mont-Saint-Guibert hasta que Interbrew cerró esa cervecería. Ahora todas las marcas Leffe se elaboran en la cervecería Stella Artois en Leuven.
El acuerdo de 1952 entre la abadía de Leffe y una cervecería comercial se dice que fue el primero de su tipo (se siguen pagando regalías a la abadía). Hoy en día, las cervezas "abadía" de Bélgica están prosperando con varias cervezas elaboradas bajo licencias similares a Leffe, así como cervezas de abadía que llevan el nombre de ruinas de abadía o abadías que ya no existen. La cerveza Affligem forma parte del portafolio internacional de Heineken. Otras marcas notables de la abadía incluyen Corsendonk.
El museo Leffe en la ciudad de Dinant está abierto a los visitantes.

## Tipos

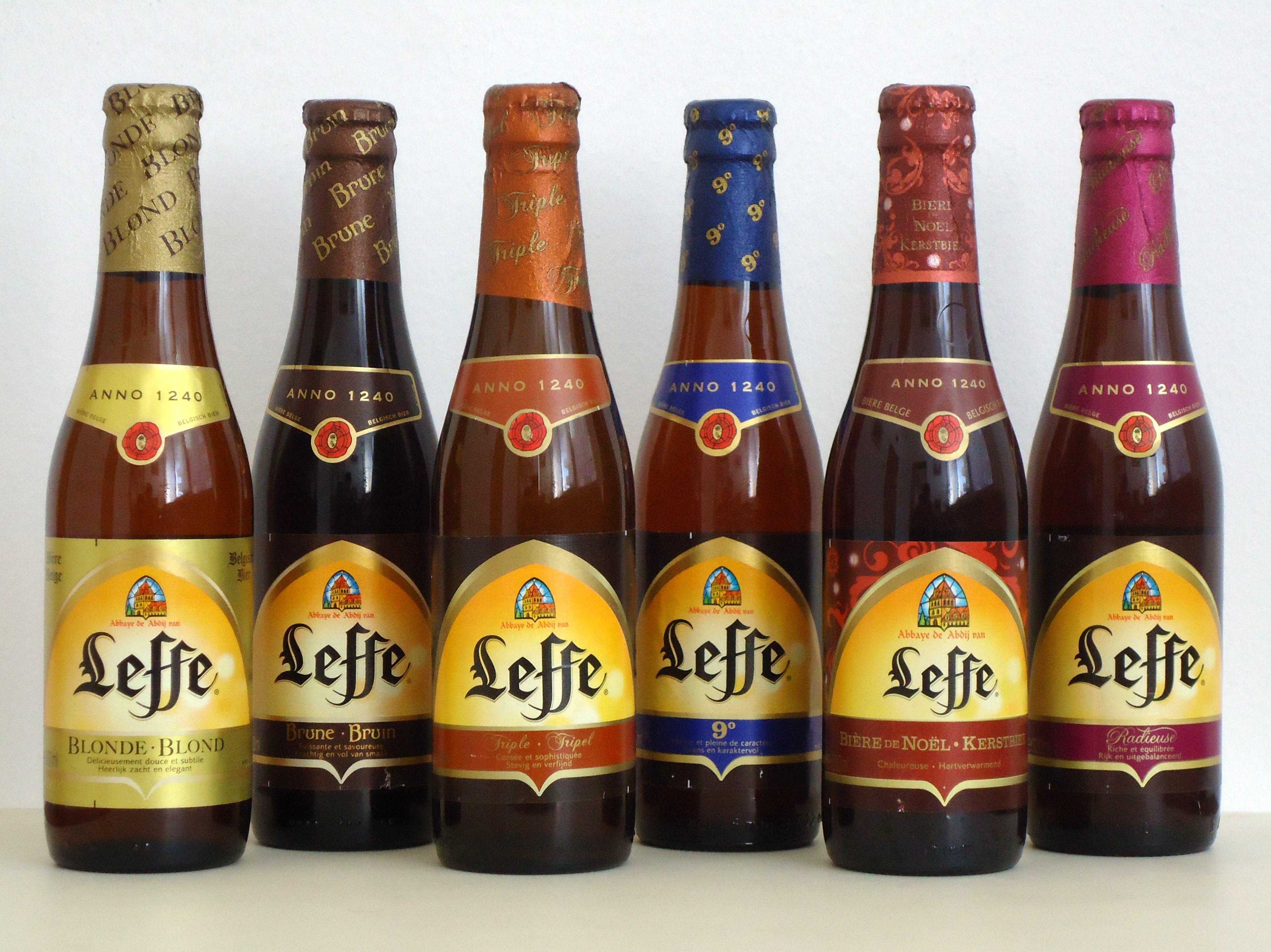
Gama de cervezas Leffe.

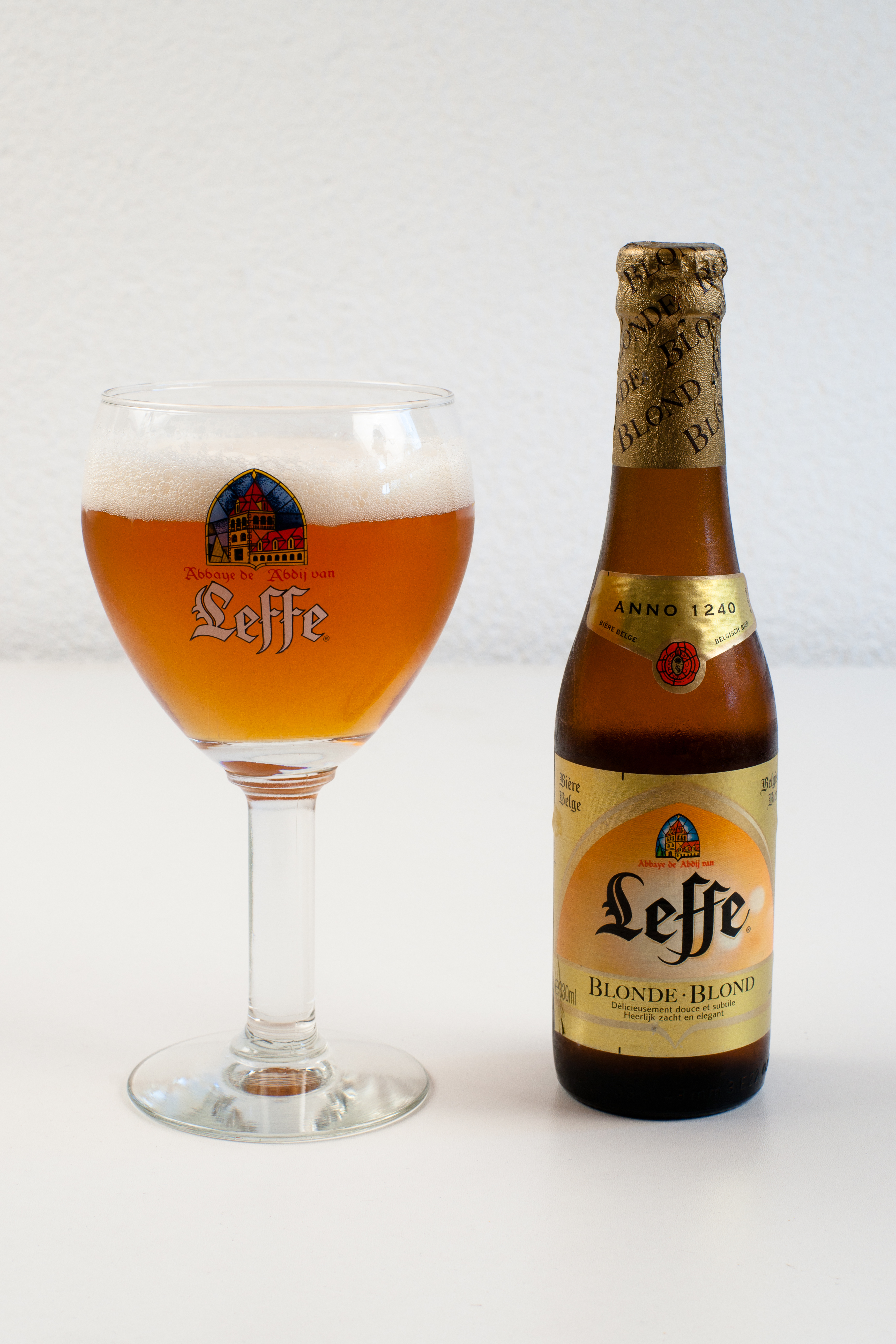
Leffe blonde o rubia.

| Nombre                         | Alc. | Notas |
| ------------------------------ | ---- | --- |
| Leffe Blonde                   | 6.6  | |
| Leffe Brune                    | 6.5  | |
| Leffe Tripel                   | 8.5  | La única botella acondicionada de cerveza Leffe, hasta hace poco elaborada en la fábrica de cerveza Hoegaarden. |
| Leffe Radieuse                 | 8.2  | |
| Leffe Vieille Cuvée            | 8.2  | |
| Leffe 9                        | 9    | |
| Leffe Ruby                     | 5    | |
| Leffe Noël/Kerstbier           | 6.6  | Elaborado y vendida para Navidad.                                                                               |
| Leffe Printemps/Lentebier      | 6.6  | Elaborado y vendida en primavera.                                                                               |
| Leffe Nectar                   | 5.5  | Con sabor a miel; producido desde 2012.                                                                         |
| Leffe Royale Whitbread Golding | 7.5  | Producido desde 2012, hasta 2015 conocido como Leffe Royale.                                                    |